# Cottage Edgar Allan Poe
Pour les articles homonymes, voir Poe et Edgar Allan Poe (homonymie).
Le cottage Edgar Allan Poe, plus simplement appelé cottage Poe, est un édifice où a vécu l'écrivain américain Edgar Allan Poe. Il est situé sur Kingsbridge Road et le Grand Concourse, dans le Bronx, à New York, non loin de son emplacement originel, et à présent au nord de Poe Park.
Le cottage aurait été bâti en 1797,. Il fait partie de l'Historic House Trust de New York, enregistré dans le Registre national des lieux historiques. Il est administré par la Société historique du comté du Bronx (en anglais Bronx County Historical Society) depuis 1975.

## La famille Poe à Fordham
La famille Poe — qui comprend Edgar, son épouse Virginia Clemm et sa mère Maria — s'installe à Forham vers mai 1846, après un bref séjour à Turtle Bay. À l'époque, Fordham est encore rural et très récemment relié à la ville par le train. Le cottage, qui se trouve alors sur Kingsbridge Road, à l'est de son intersection avec Valentine Avenue, est petit et simple: il comprend un salon et une cuisine au rez-de-chaussée, une chambre et le bureau de Poe à l'étage. Sur le porche de la façade, la famille a installé des une cage d'oiseaux. La maison est construite sur une propriété de 2 acres, soit environ 8 100 m2 ; le loyer est alors de 5 dollars par mois ou de 100 dollars par an. Son propriétaire, John Valentine, l'a acheté à un dénommé Richard Corsa le 28 mars 1846 pour la somme de 1000 dollars.
La famille semble enchantée de la maison, malgré sa petite taille et son mobilier minimaliste. « Le cottage est très humble », signale un visiteur, « vous n'auriez pas cru que des gens décents pussent y vivre ; mais il y avait dans tout cela un air de raffinement ». Un ami de longue date de Poe a écrit : « Le cottage avait un air de goût et de distinction... Le plus soigné, le plus pauvre, le moins meublé, et pourtant le plus charmant logement que j'ai jamais vu ». Dans une lettre à un ami, Poe écrit lui-même: « L'endroit est beau ». Maria a écrit plus tard: « C'était le plus doux petit cottage qu'on puisse imaginer. Oh, comme nous étions suprêmement heureux dans notre cher cottage! » Le dernier conte de Poe, Le Cottage Landor, peut avoir été inspiré par le cottage.
Dans cette maison, Poe a écrit plusieurs poèmes : Annabel Lee et Ulalume, tandis que le chat de la famille venait s'asseoir sur son épaule. Durant cette époque, il a également publié sa série d'articles sur « les auteurs de New York (en anglais, The Literati of New York City), une analyse controversée de figures littéraires et de leurs œuvres, notamment Nathaniel Parker Willis, Charles Frederick Briggs, Thomas Dunn English, Margaret Fuller et Lewis Gaylord Clark. Comme l'annonce dans son Godey's Lady's Book leur éditeur Louis Antoine Godey, ils ont « causé un certain émoi dans l'emporion littéraire ».

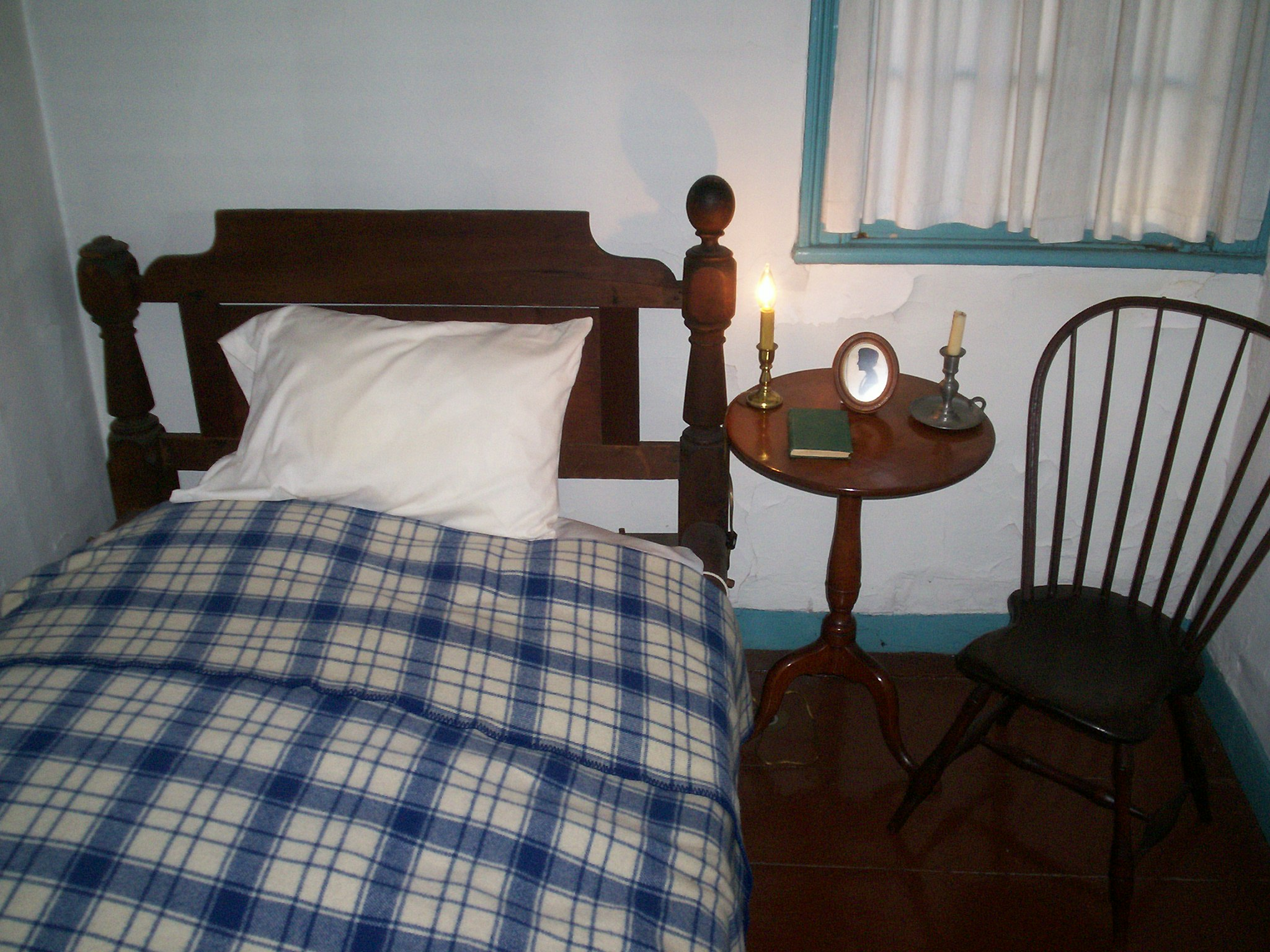
Le lit de Virginia Poe.

La famille Poe se lie d'amitié avec les voisins, notamment la famille de John Valentine, et Poe devient le parrain d'un enfant du quartier nommé Edgar Albert. Poe noue également des liens amicaux avec la faculté du St. John's College, l'actuelle université Fordham. Là, on trouve « un gentleman hautement cultivé et des universitaires [qui fument, boivent et jouent] aux cartes comme des gentlemen, et ne [disent] jamais un mot sur la religion ».
Durant le séjour de la famille Poe dans le cottage, Virginia est victime de la tuberculose. Une amie de la famille, Mary Gove Nicholls, a écrit: « On sentait qu'elle était un esprit sans défense, et, quand elle toussait, il semblait certain qu'elle s'éteindrait rapidement ». Virginia meurt dans la chambre située au rez-de-chaussée du cottage le 30 janvier 1847. Elle est inhumée dans le caveau de la famille Valentine le 2 février. Poe meurt deux ans plus tard le 7 octobre 1849 à Baltimore. À Fordham, Maria n'a pas appris son décès avant le 9 octobre, alors qu'il avait déjà été inhumé. Peu après, elle a déménagé pour vivre, un temps, avec une famille à Brooklyn

## Déplacement du cottage

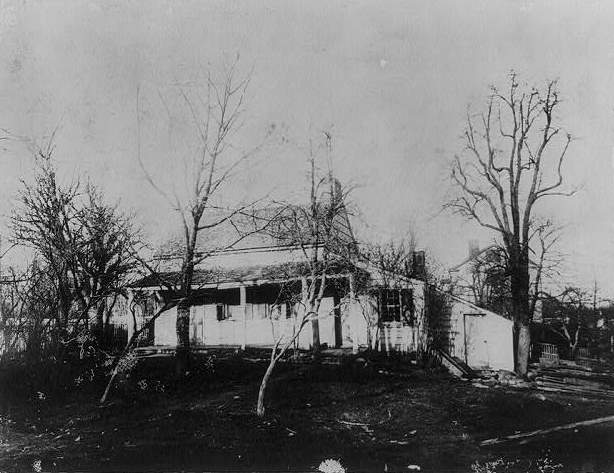
Le cottage sur son site originel, sur Kingsbridge Road, avant son déplacement dans le Poe Park en 1913.

On ne connaît pas avec certitude les autres habitants du cottage. Toutefois, il a été signalé qu'il a été occupé par une « vieille dame du Sud ». En 1874, un article de M. J. Lamb paru dans l'Appleton's Journal décrit un pèlerinage sur le site et indique que le cottage est « dans un mauvais état horrible ». Le cottage est vendu aux enchères en 1889 pour 775 dollars à William Fearing Gill, le Parks Department ayant trouvé ce prix trop élevé. Gill est devenu plus tard le premier biographe américain de Poe.
En 1895, la Société Shakespeare de New York a acheté le cottage pour en faire son siège, avec la promesse qu'il serait maintenu dans l'état où Poe l'avait connu. Toutefois, la question des projets la concernant a suscité presque immédiatement des préoccupations,. Un article intitulé Shall We Save the Poe Cottage at Fordham, paru dans The Review of Reviews en 1896, exhorte la législature de l'État de New York à agir pour la préservation de la maison avec le soutien de plusieurs personnalités, dont Theodore Roosevelt, Hamlin Garland, William Dean Howells, Rudyard Kipling, Thomas Wentworth Higginson, Henry Cabot Lodge et Horace Scudder.
En 1905, la législature autorise un budget de 100 000 dollars pour la restauration du cottage et la création d'un parc dans lequel le cottage doit être installé après qu'on a signalé que les propriétaires refusaient l'accès du cottage aux visiteurs. La restauration et la création du parc ont causé des plaintes, et il s'est trouvé nombre de personnes pour considérer que cet argent aurait été mieux dépensé dans d'autres entreprises et que le déplacement du cottage porterait atteinte à son authenticité. La décision de le déplacer est finalement prise en 1910 et, le 13 novembre 1913, le cottage Poe a été placé dans le Poe Park à l'angle de Kingsbridge Road et de Grand Concourse. En 1922, des travaux ont été entrepris par la New-York Historical Society afin de rendre au cottage son état d'origine.

## Histoire récente

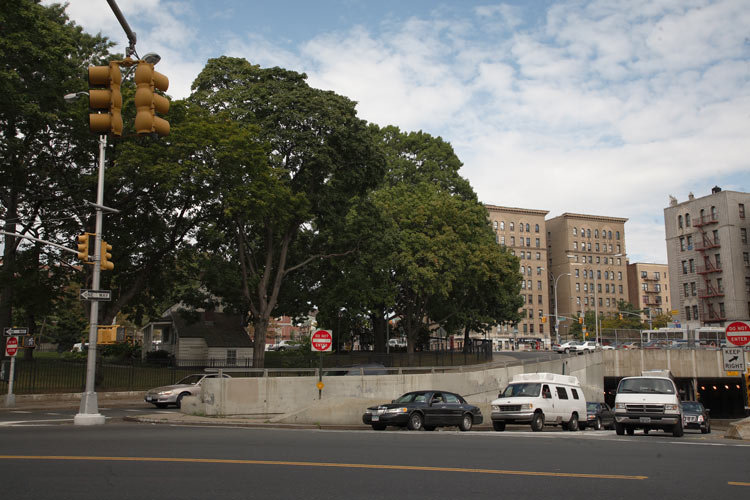
Le Poe Park et Kingsbridge Road actuellement.

En 1962, le cottage Poe est devenu un monument historique dans le Bronx, avant d'être reconnu en 1966 par la New York City Landmarks Preservation Commission. En 1974, des actes de vandalisme furent commis, suscitant des critiques sur la gestion du cottage et les efforts de préservation.
Le vandalisme continue à sévir durant les années suivantes, mais il va en diminuant à la fin des années 1970, étant alors dû pour une part à un usage accru des gardiens. À la fin des années 1990, le cottage est confié aux bons soins d'un étudiant diplômé en philologie qui demeure dans le sous-sol.
En 2007, le projet du Visitors Center for the Cottage et de la Bronx Historical Society dans le Poe Park est honoré par le prix du design de la New York City Art Commission.

## Source
- (en) Cet article est partiellement ou en totalité issu de l’article de Wikipédia en anglais intitulé « Edgar Allan Poe Cottage » (voir la liste des auteurs).